# Acacia thomsonii
Acacia thomsonii là một loài thực vật có hoa trong họ Đậu. Loài này được Maslin & M.W.McDonald miêu tả khoa học đầu tiên.

## Hình ảnh

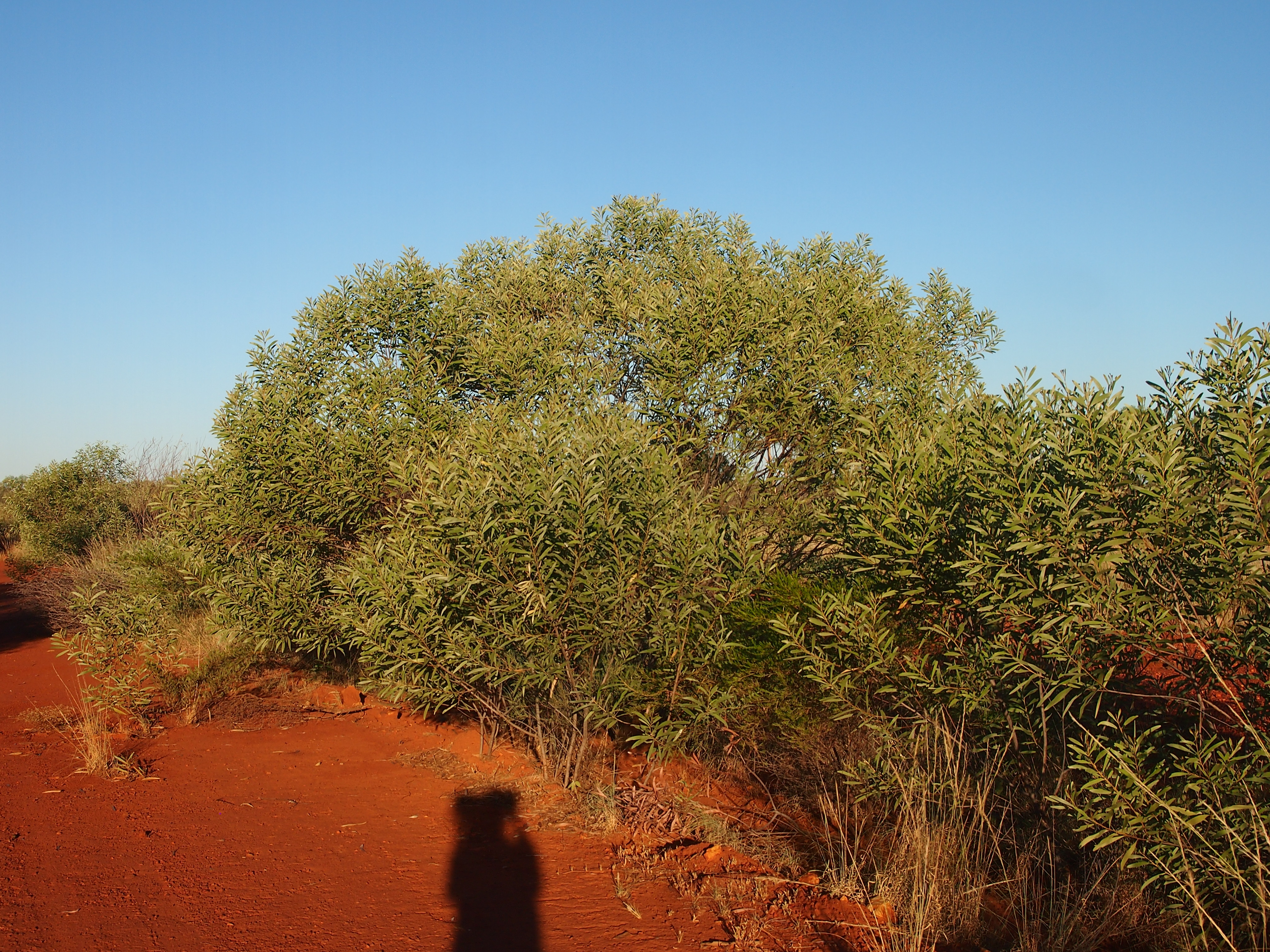